# Comté de Randolph (Virginie-Occidentale)
Pour les articles homonymes, voir Comté de Randolph.
Le comté de Randolph (en anglais : Randolph County) est un comté des États-Unis situé dans l’État de Virginie-Occidentale. En 2000, la population était de 28 262 habitants. Son siège est Elkins.

## Principales villes
- Beverly
- Elkins
- Harman
- Huttonsville
- Mill Creek
- Montrose
- Womelsdorf